# Humanismo cívico

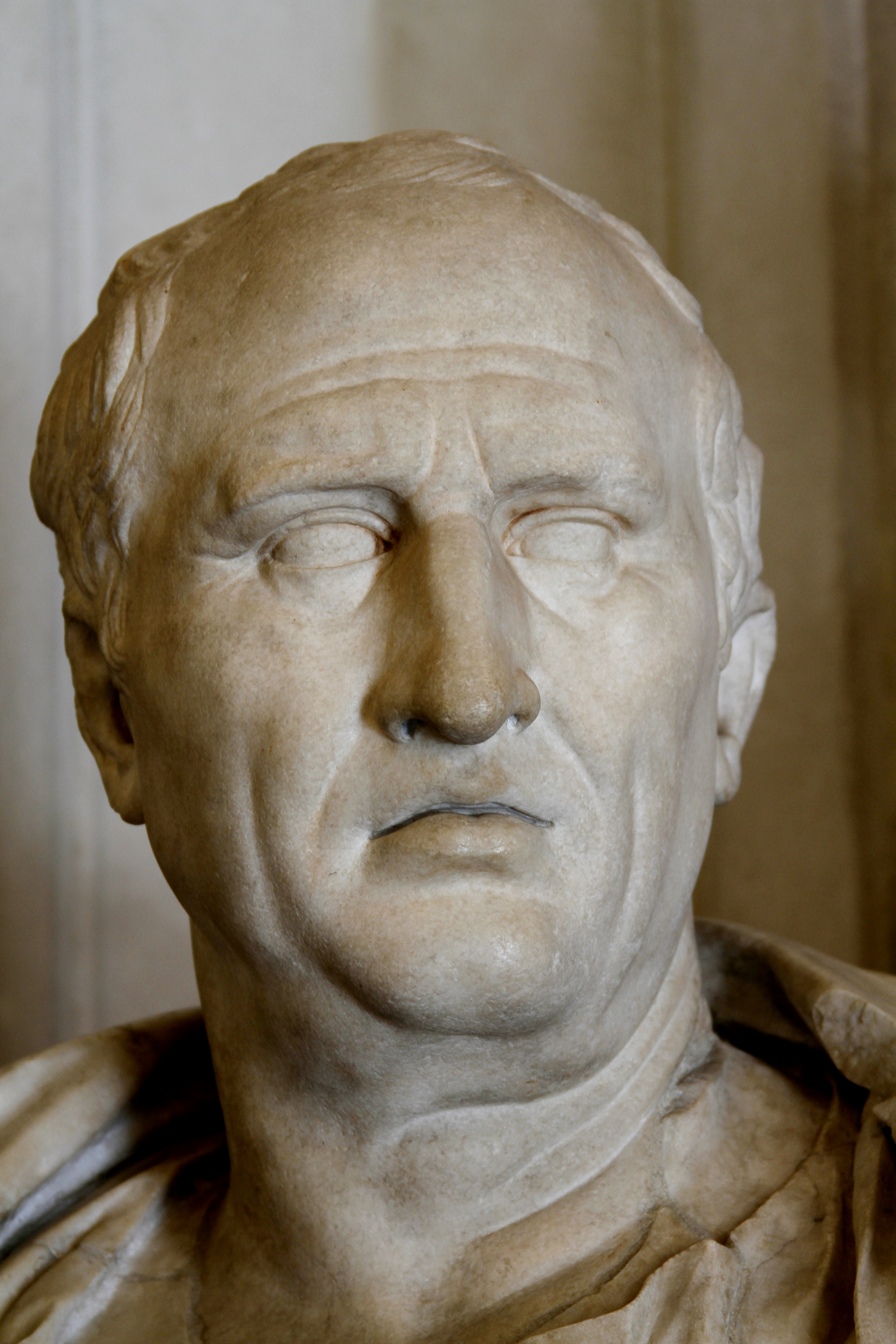
Busto de Cícero, 2016. Símbolo para os humanistas cívicos

O Humanismo Cívico é um conceito criado pelo historiador Hans Baron de modo a explicar uma nova vertente do humanismo em que seus seguidores se engajavam mais politicamente, ou seja, teriam ganhado uma "consciência nova e mais intensa". Visando, por assim dizer, uma mudança do estilo de vida da contemplação para uma vida ativa, que fazia com que as pessoas se tornassem cidadãos ativos e engajados nas questões da cidade. Maquiavel era visto como parte desses humanistas, o que influenciou fortemente os seus pensamentos e os livros que ele escreveu.
Os humanistas cívicos se concentram na Florença, na Itália, a qual foi o berço desse pensamento que emergiu após guerras travadas contra o Ducado de Milão. A participação política e cultural, portanto, é o ponto-chave para os principais pensadores dessa corrente.
A formação do conceito por Hans Baron surge após o estudo sobre Cícero, que foi cônsul da Roma Antiga e também escritor, que era admirado em grande parte pelos humanistas cívicos, pois era capaz de mediar suas obrigações como cidadão e líder de uma nação com suas obrigações intelectuais com a leitura e a escrita. Portanto, o ato de ser um cidadão não poderia impedir o crescimento intelectual de um humanista cívico e nem o oposto poderia acontecer, mas incentivá-lo e estimulá-lo.

## Críticas
A discussão em relação ao Renascimento como período ainda acalorada, existe uma grande questão entre os historiadores em relação à ruptura total com a Idade Média ou a continuidade do período medieval com um resgate aos clássicos. O conceito criado por Hans Baron se apoia completamente na ruptura entre estes dois períodos, o que incitou diversas críticas ao humanismo cívico. Um de seus críticos foi o historiador Quentin Skinner, que inicialmente concorda com a tese de Baron, porém acrescenta que havia, sim, influências medievais no pensamento do humanista cívico, e mais além disso, haveria uma certa ligação entre o humanismo cívico e o humanismo petrarquiano e que essa corrente não se deu apenas pelo problema político que ocorria em Florença.